# اوشان چانگ‌شینگ
اوشان چانگ‌شینگ یک کامپکت ام‌پی‌وی ۷ نفره است که توسط چانگان با نام تجاری چانا یا اوشان تولید می‌شود.

## اوشان ام‌پی‌وی و اوشان ای۶۰۰

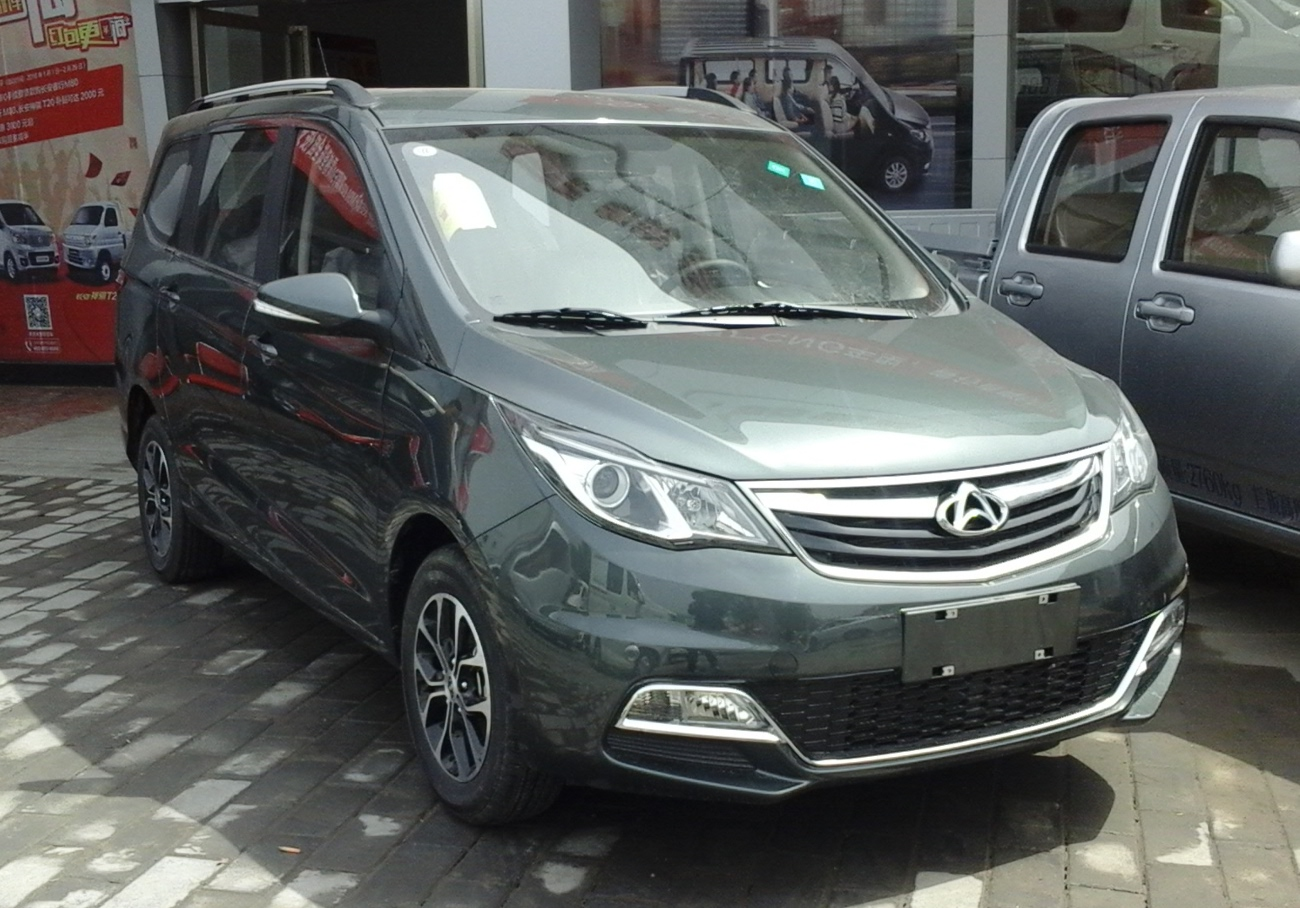
اوشنگ ای۶۰۰ (جلو)
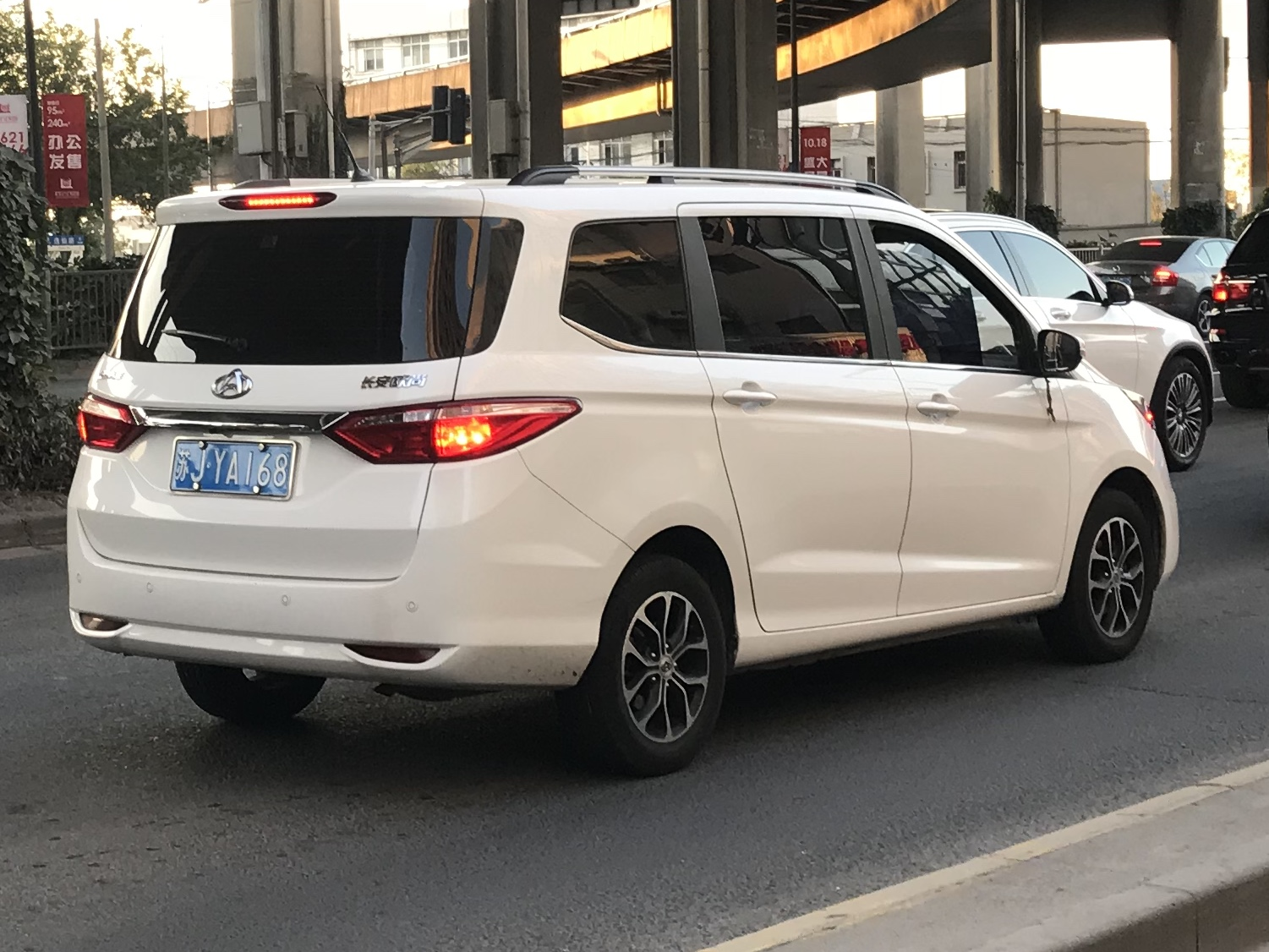
اوشنگ ای۶۰۰ (عقب)

### موتورها
ای۶۰۰ از یک موتور ۱٫۵ لیتری چهارسیلندر و یک موتور ۱٫۰ لیتری توربو چهارسیلندر بهره می‌برد. موتور ۱٫۵ لیتری با جعبه‌دنده پنج سرعته دستی و موتور ۱٫۰ لیتری توربو با جعبه‌دنده شش سرعته خودکار به فروش می‌رسد.

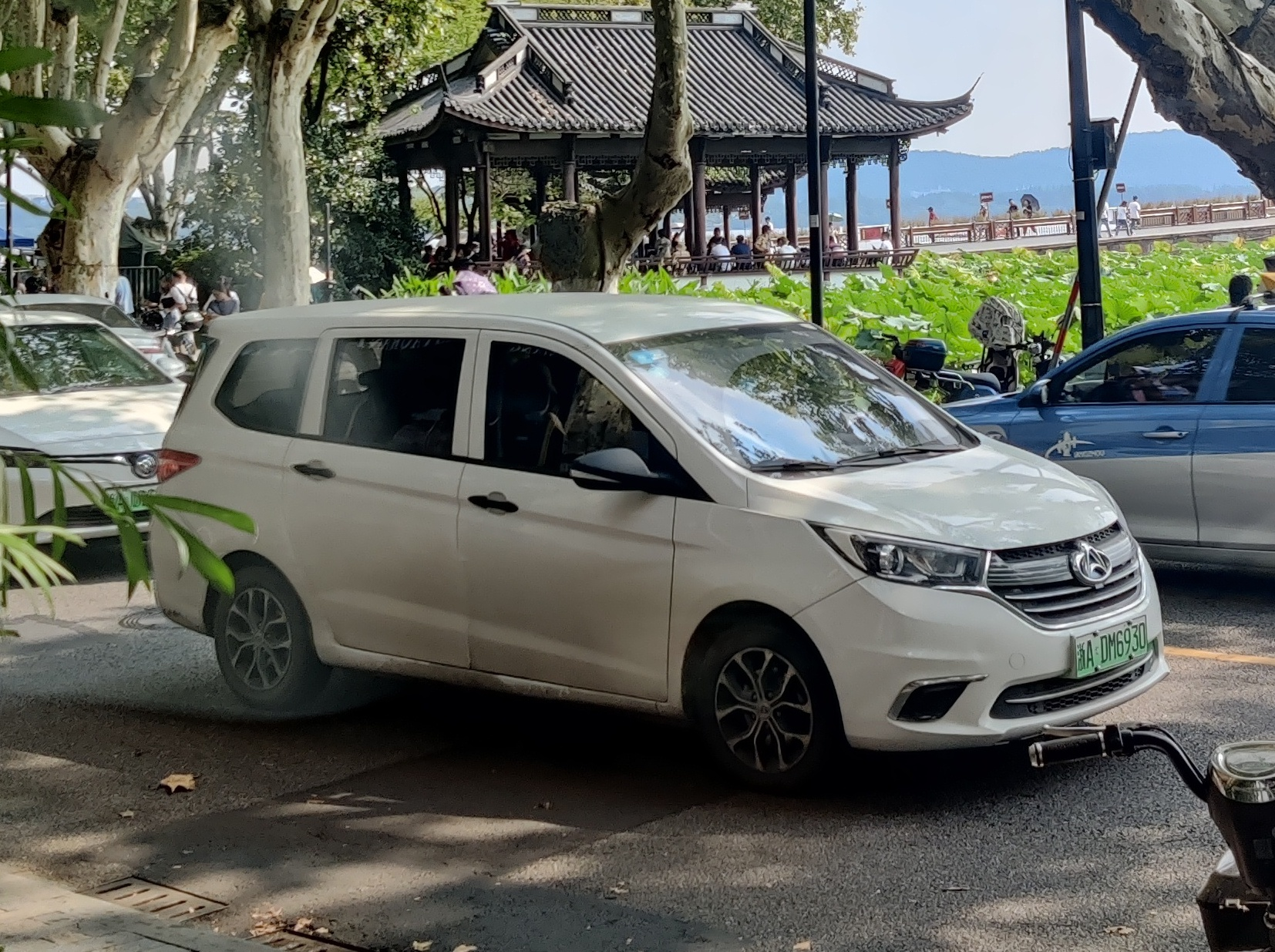
اوشان ای۶۰۰ ئی‌وی (جلو)

### فیس‌لیفت ۲۰۲۰
علیرغم عرضه نسخه لوکس‌تر چانگ‌شینگ در سال ۲۰۱۸، اوشان ای۶۰۰، فیس‌لیفتی را در سال ۲۰۲۰ دریافت کرد که عمدتاً طراحی نمای جلو آن را بروز کرد. مدل ۲۰۱۰ به صورت ۵ نفره و ۷ نفره با چیدمان ۲-۳-۲ صندلی در دسترس است. موتور ای۶۰۰ ۲۰۲۰ یک موتور ۱٫۵ لیتری تنفس طبیعی با قدرت ۱۰۷ اسب بخار و گشتاور ۱۴۵ نیوتن‌متر است که به جعبه‌دنده پنج سرعته دستی متصل شده‌است. این خودرو با استاندارد ملی انتشار VI b در چین مطابقت دارد.

## اوشان چانگ‌شینگ
اوشان چانگ‌شینگ (欧尚长行) یک فیس‌لیفت از ای۶۰۰، پس از راه‌اندازی مجدد این برند با نام اوشان (اوشانگ/اوشان) است. چانگ‌شینگ در سال ۲۰۱۸ با یک موتور ۱٫۵ لیتری چهارسیلندر و یک موتور ۱٫۶ لیتری چهارسیلندر عرضه شد.
از سال ۲۰۲۰، تنها موتور ۱٫۵ لیتری متصل به جعبه‌دنده پنج سرعته دستی موجود است.

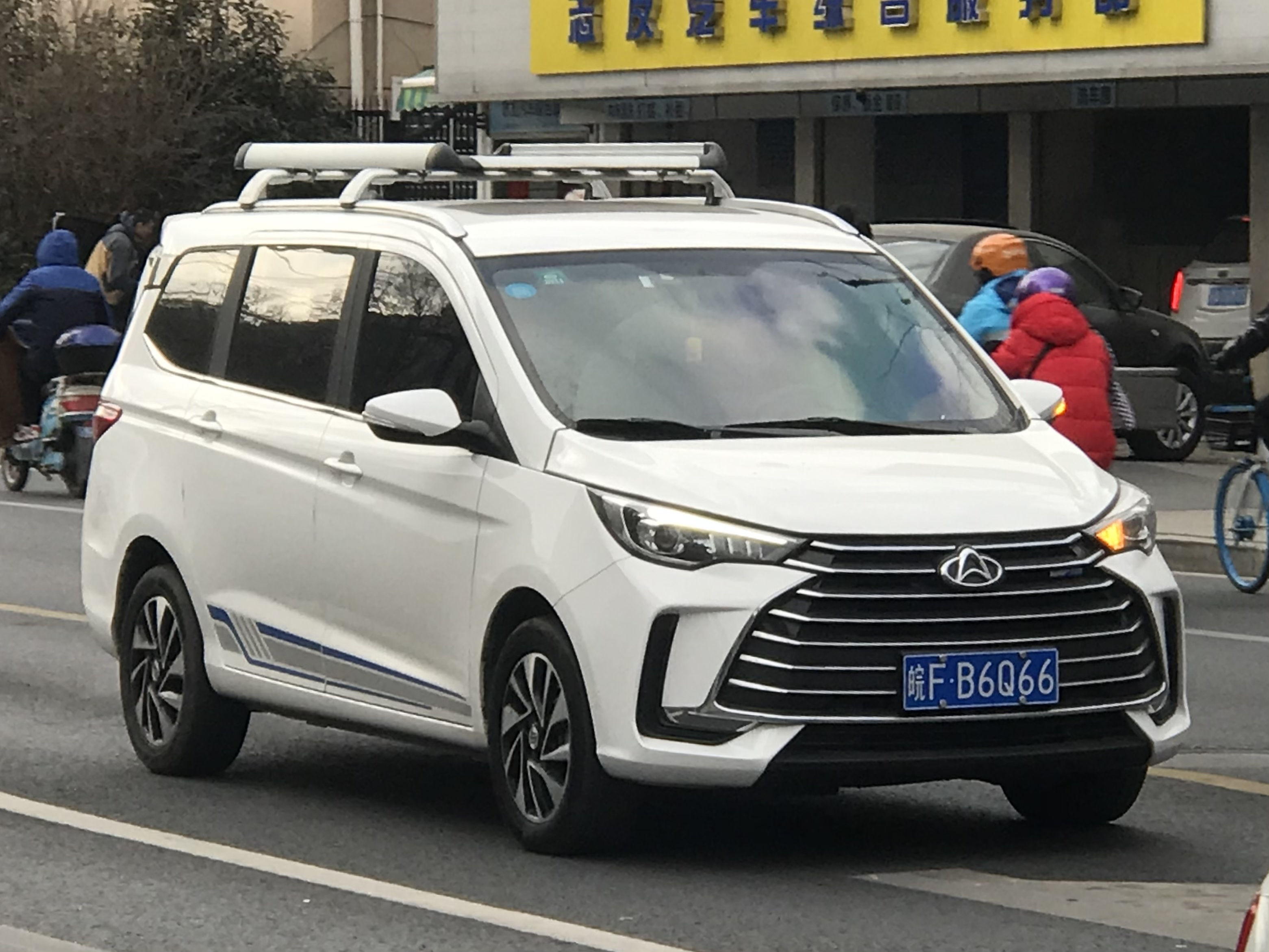
اوشان چانگ‌شینگ (جلو)
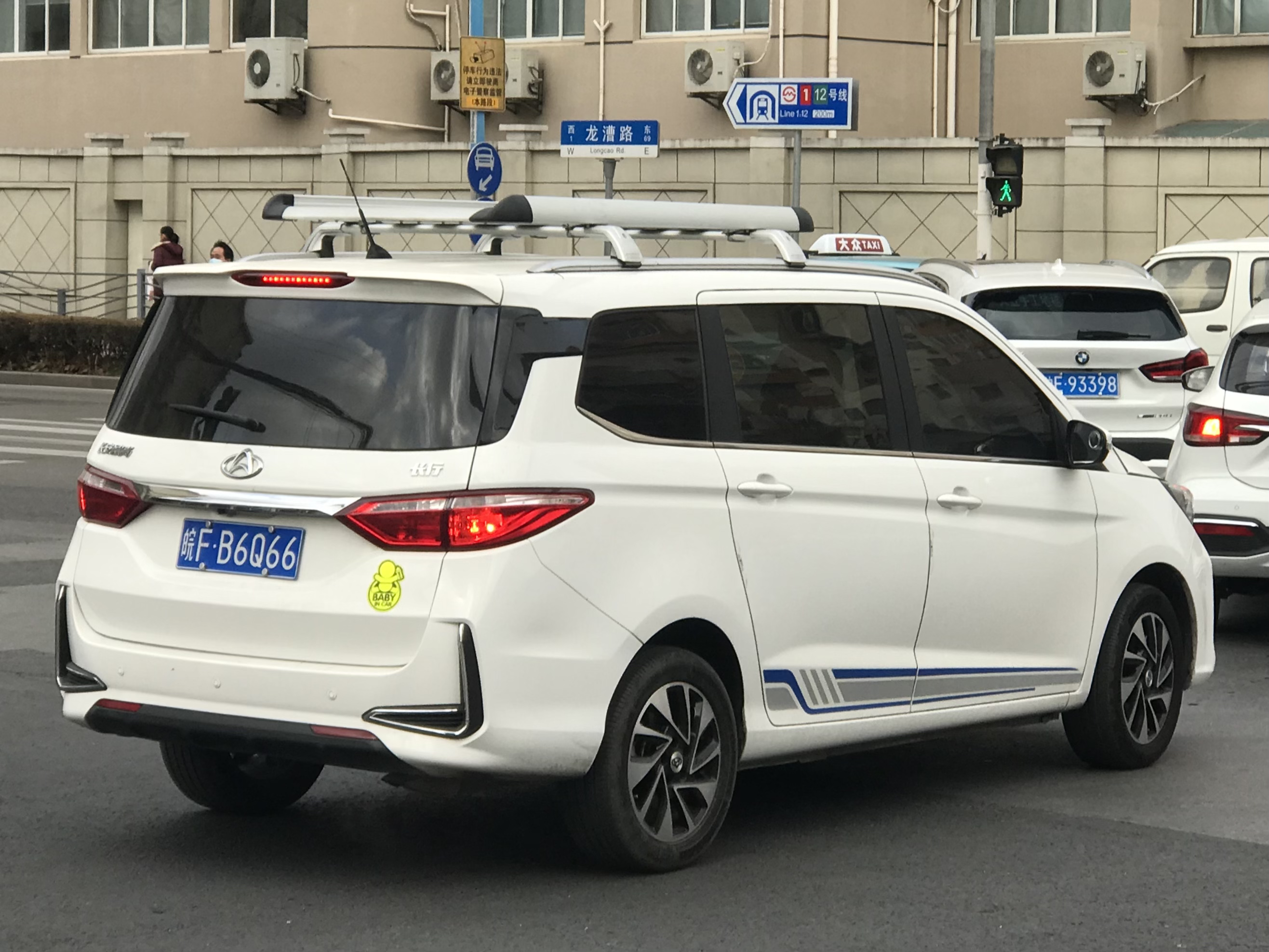
اوشان چانگ‌شینگ (عقب)
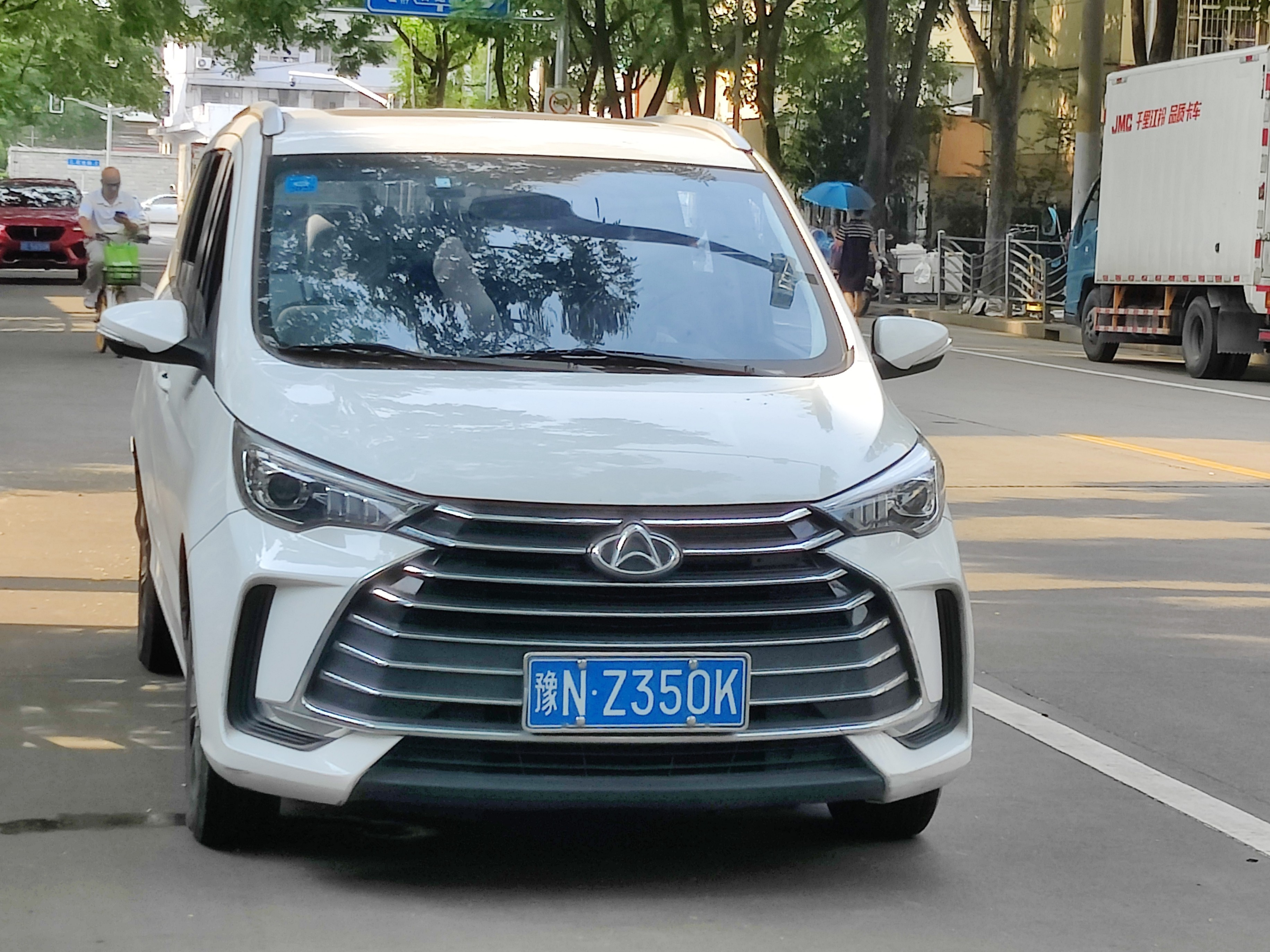
اولین نسخه اوشان چانگ‌شینگ (جلو)
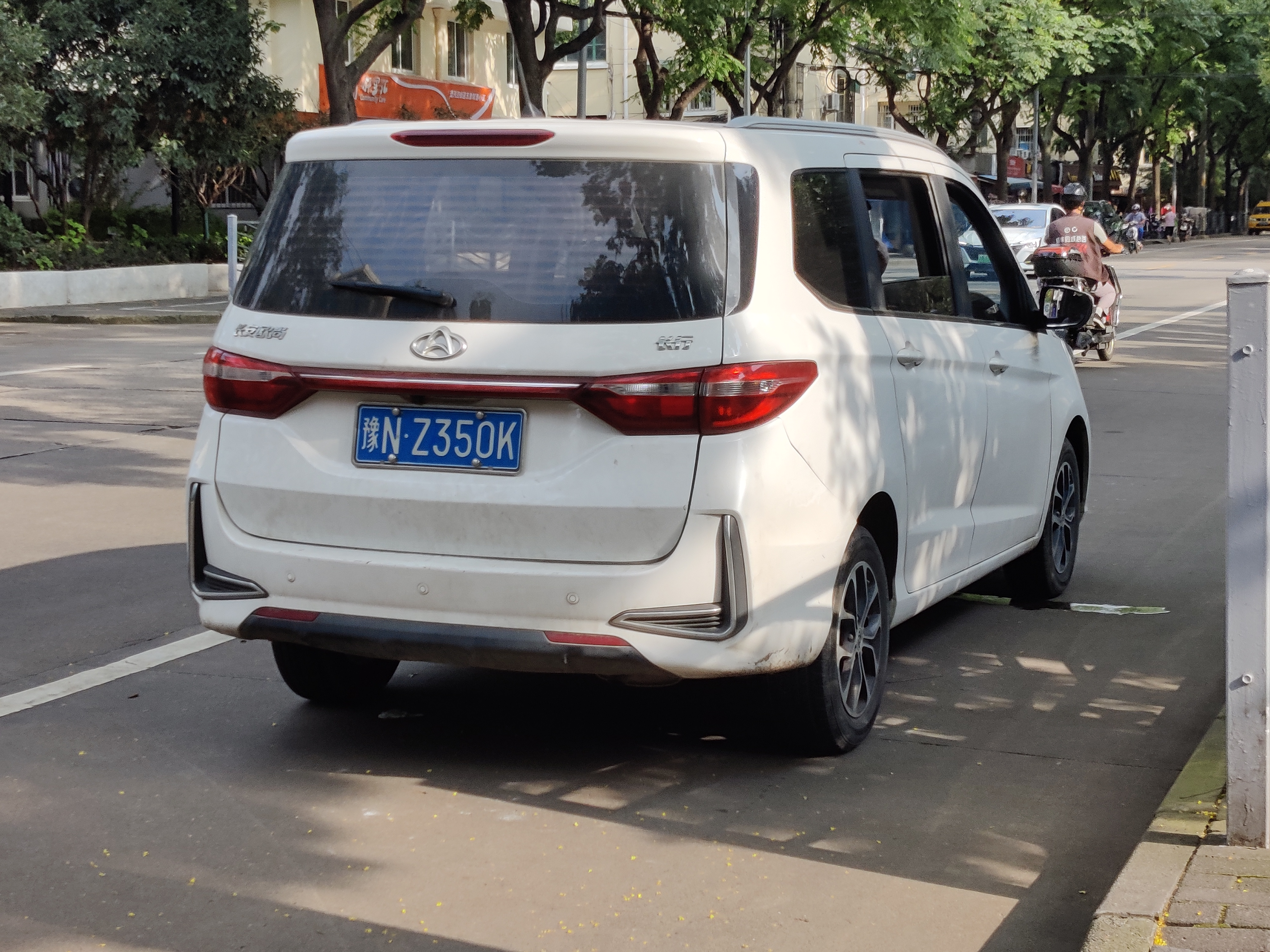
اولبن نسخه اوشان چانگ‌شینگ (عقب)